# Рометта
Рометта (итал. Rometta) — коммуна в Италии, располагается в регионе Сицилия, подчиняется административному центру Мессина.
Население составляет 6458 человек (на 2004 г.), плотность населения составляет 197 чел./км². Занимает площадь 32 км². Почтовый индекс — 98043. Телефонный код — 090.

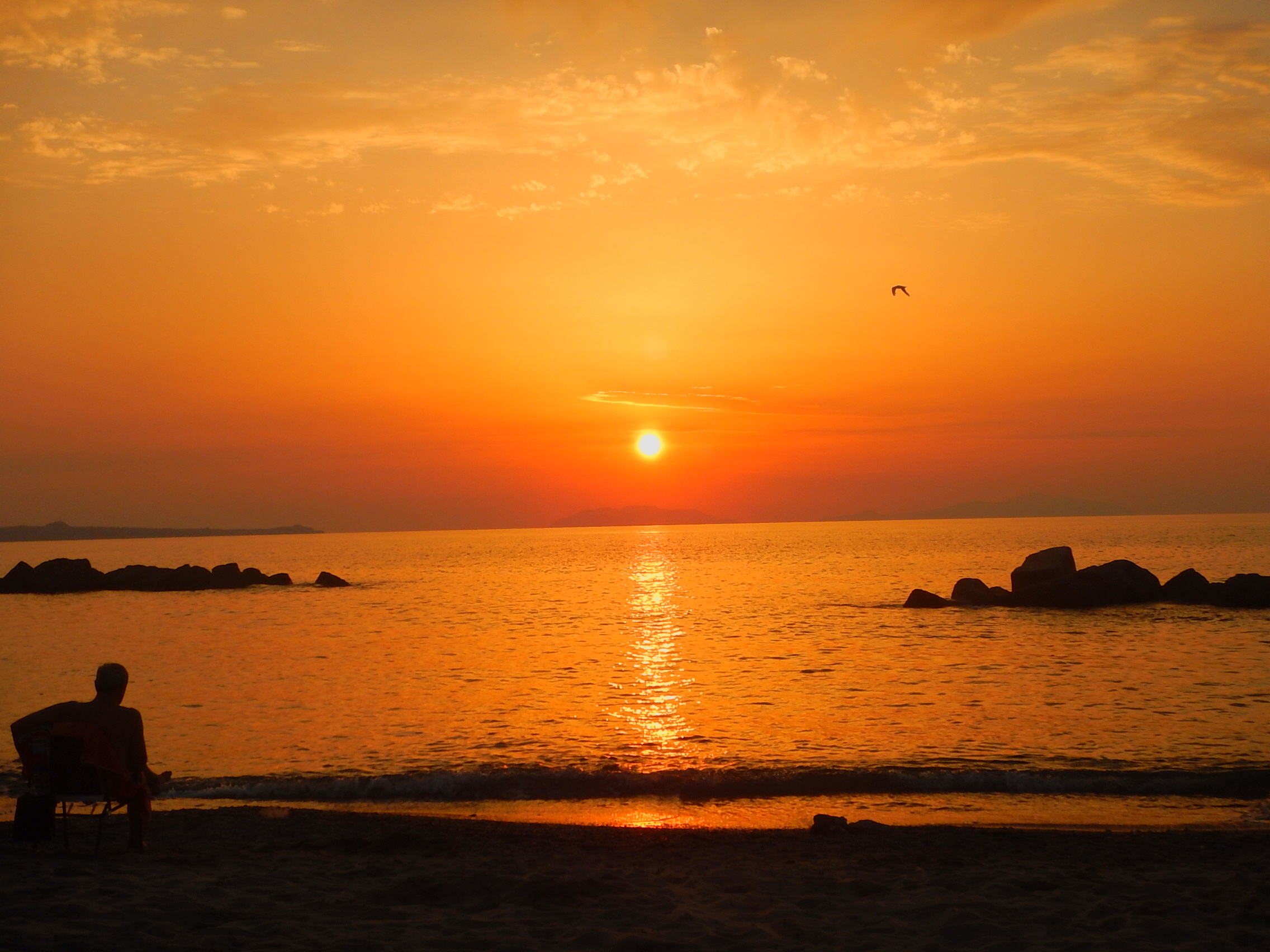
Пляж Рометта на закате перед Эолийские острова и Капо Милаццо

Покровителем коммуны почитается святитель Лев, епископ Катанский, празднование 20 февраля.

## Галерея

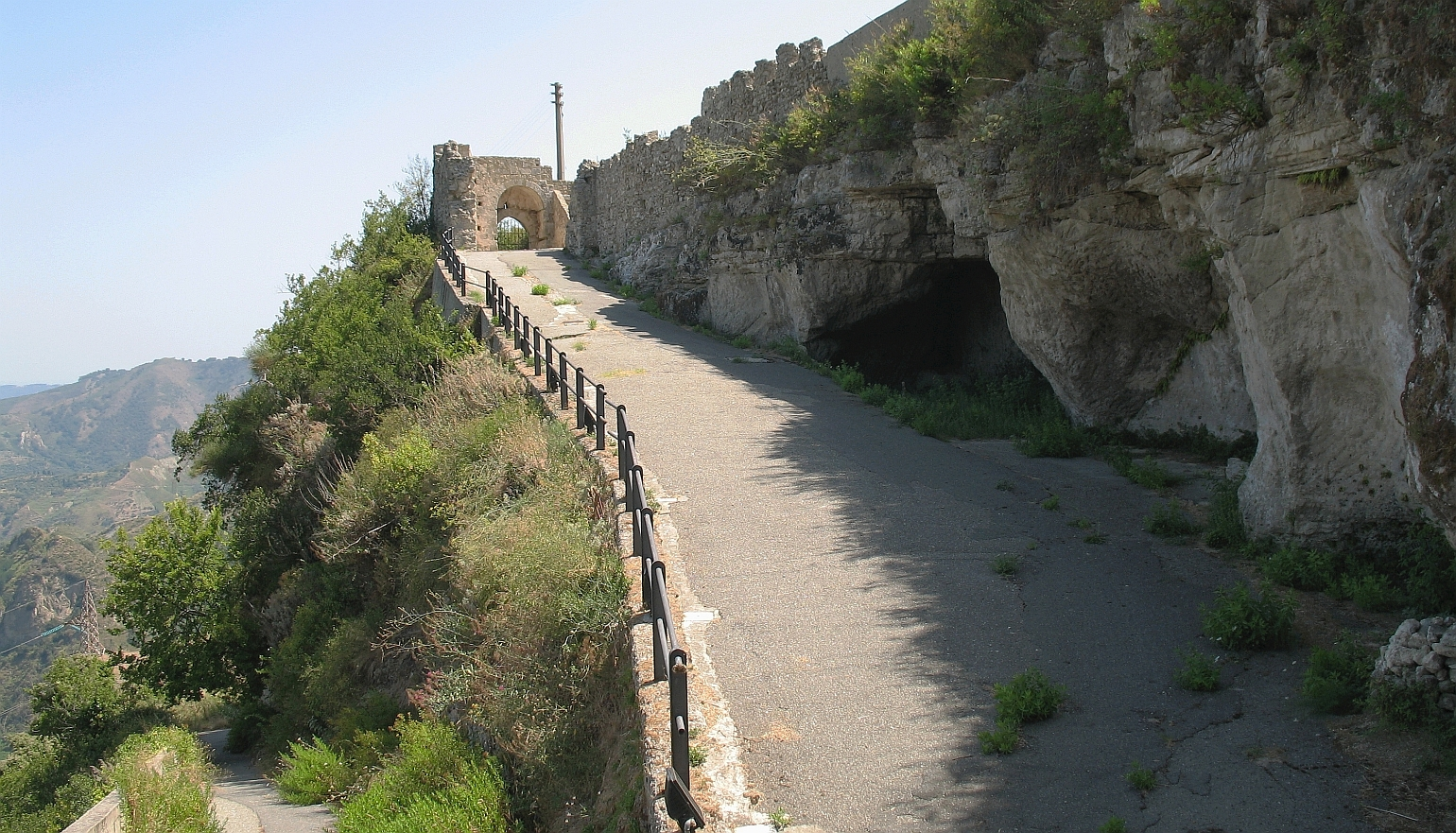
Porta Messina
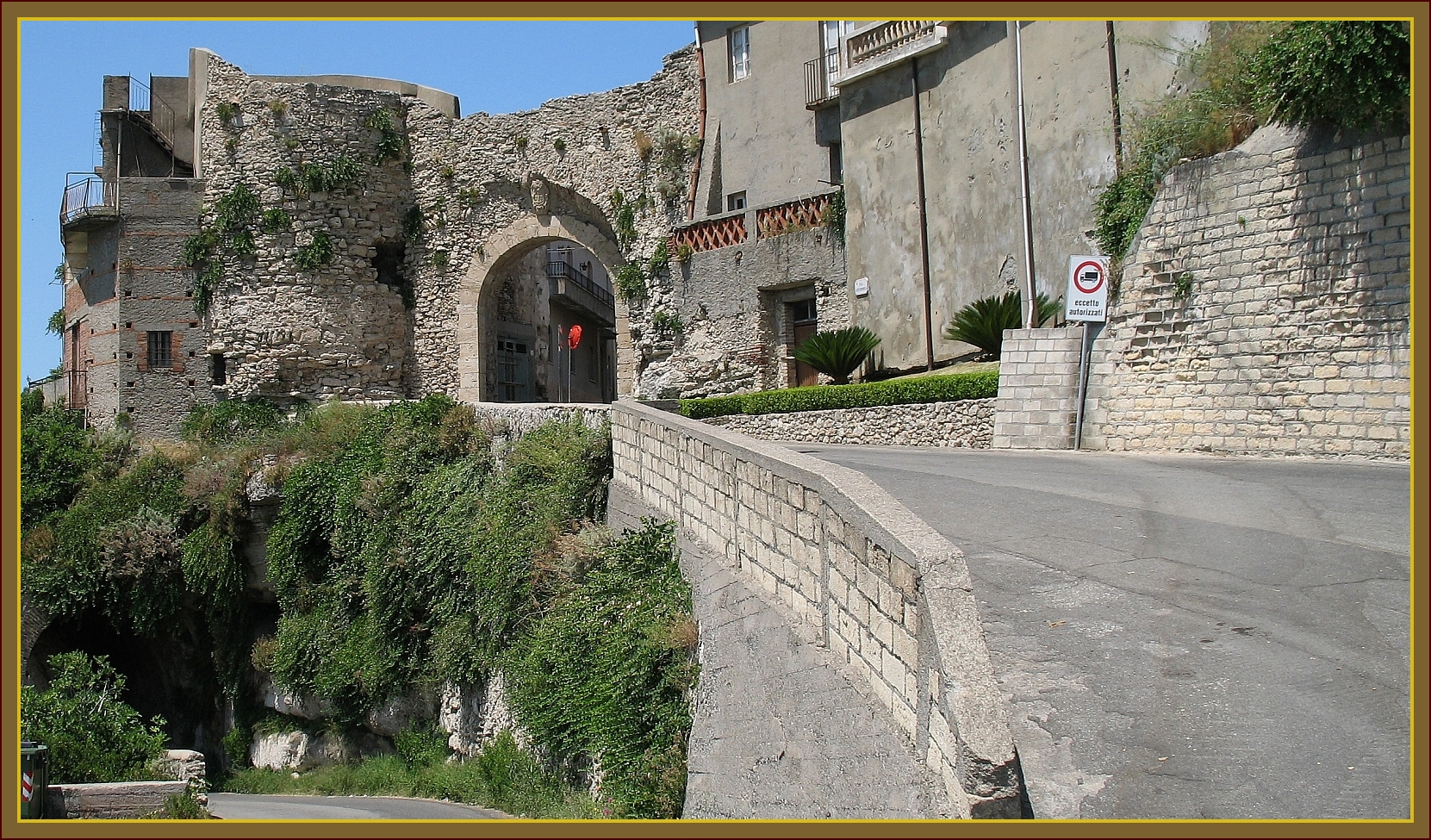
Милаццо side door  (Porta Milazzo)
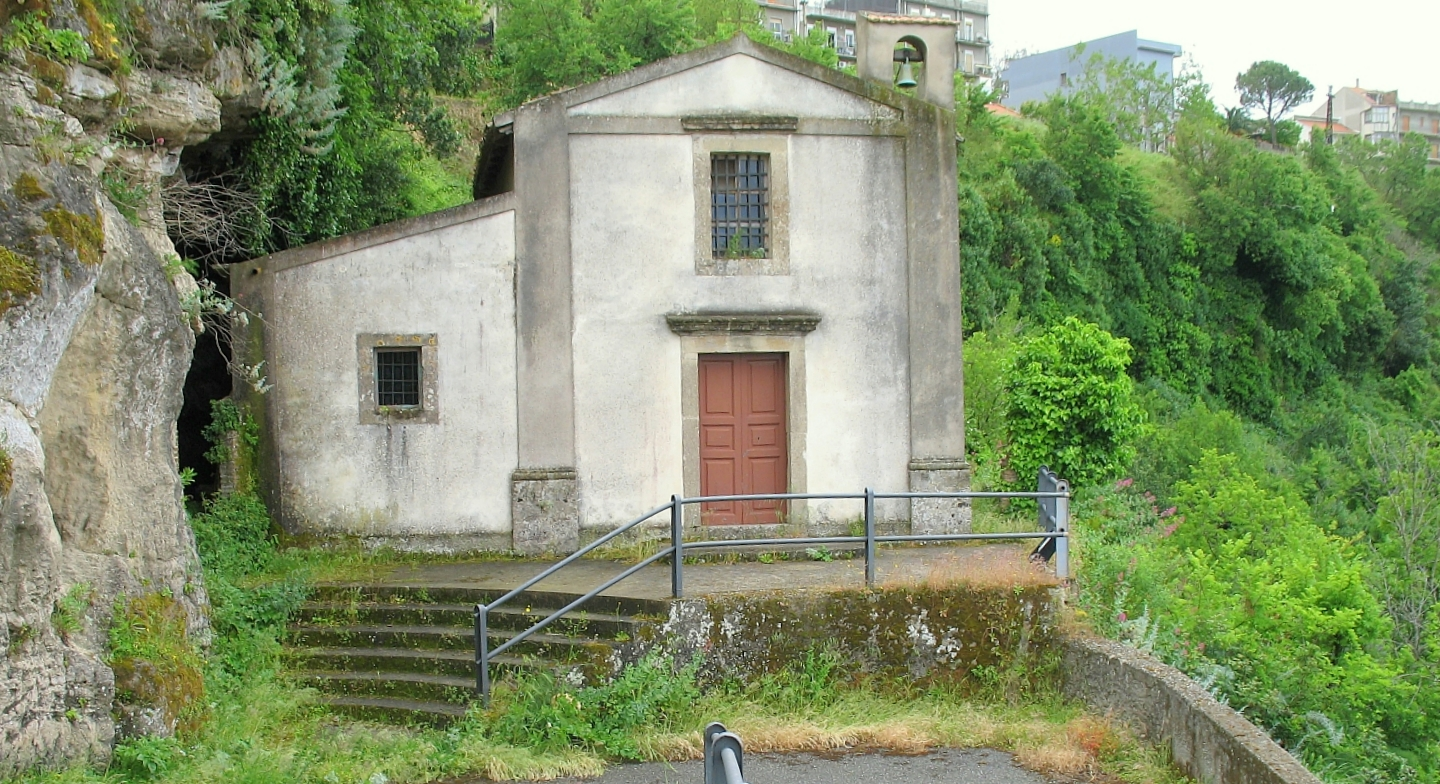
Madonna Scala church
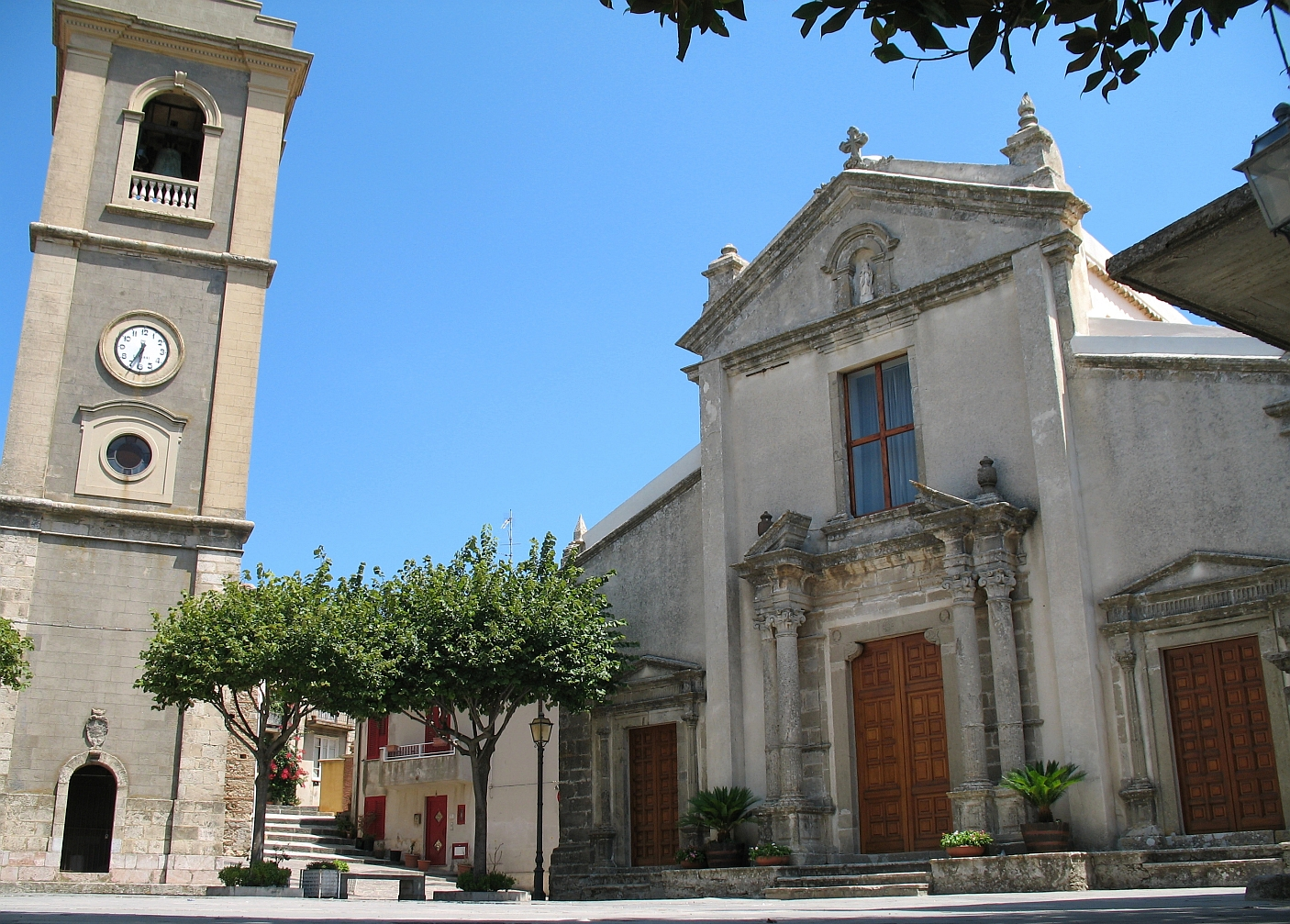
Chiesa Madre e campanile